# Arlesheim
Arlesheim (Basellanddeutsch: Arlese [ˈɑːʀləsə]) ist eine politische Gemeinde und Hauptort des Bezirks Arlesheim des Kantons Basel-Landschaft in der Schweiz.
Arlesheim zählt zu den wohlhabenderen Vororten der Stadt Basel und gilt gemeinhin als bevorzugte Wohn- und Villengemeinde des Kantons.

## Geographie
Arlesheim liegt auf 335 m ü. M. zwischen der Birs und dem Berg Gempen an dessen Flanke im Birseck. Die Fläche des Gemeindegebiets beträgt 6,94 km², davon sind 53 % Wald, 35 % Siedlungen, 11 % Landwirtschaftszonen und 1 % unproduktive Flächen.
Arlesheim grenzt an die basel-landschaftlichen Gemeinden Reinach, Münchenstein und Muttenz sowie die solothurnischen Gemeinden Dornach und Gempen.

## Geschichte

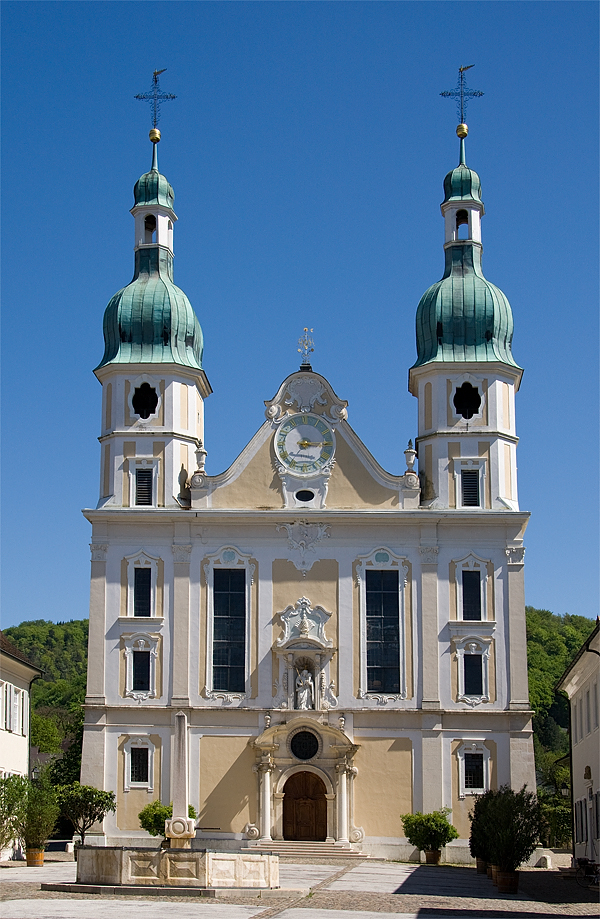
Domkirche Arlesheim

Historisches Luftbild von Walter Mittelholzer von 1922

Zu Arlesheim gehören die Ermitage- und Hollenberg-Höhlen sowie der «Hohle Felsen», die Ruine Birseck, in welchen Skelette, Werkzeuge, Mahlsteine und Schmuck aus der Alt-, Mittel- und der Jungsteinzeit gefunden wurden. 1239 kam «Arlisheim» zum Fürstbistum Basel.
Zwischen 1529 und 1581 war es zwischenzeitlich reformiert, wechselte aber wieder zum alten Glauben zurück. 1679 wurde das Domkapitel von Basel beziehungsweise Freiburg im Breisgau nach Arlesheim verlegt. Errichtet wurden der Dom und die Domherrenhäuser.
Am 10. August 1792 übergab General Biron im Namen der französischen Nation den Bewohnern des Bistums die Vollmacht, den Landesherrn zu entsetzen und sich eine neue Verfassung zu geben. Eine Nationalversammlung in Pruntrut proklamierte die «Raurachische Republik». Damit schwand der weltliche Besitz und Einfluss des Bischofs. Das Domkapitel zu Arlesheim wurde aufgelöst, die Domkirche und die Stiftshäuser an die Meistbietenden versteigert.
Arlesheim gehörte nun für 22 Jahre zu Frankreich und erlebte den Aufstieg und Niedergang des «grossen Kaisers» Napoleon I. Es wurde im Wiener Kongress von 1814/15 dem alten Kanton Basel zugeschlagen. Die Arlesheimer Bürger setzten sich 1832 für die Kantonstrennung ein, daher gehören sie seit 1833 zum Halbkanton Basel-Landschaft, und Arlesheim wurde Bezirkshauptort.
Seit 1921 besteht in Arlesheim das weltweit erste anthroposophische Spital, die Ita-Wegman-Klinik.

## Wappen
Blasonierung
In Weiss ein blauer Adlerflügel
Dies war das Zeichen der Herren von Üsenberg, welche im Mittelalter die Vogtei Birseck besassen.

Arlesheimer Gemeindewappen

## Bevölkerung
33 % der Bevölkerung sind römisch-katholisch und 31 % reformiert. Der Ausländeranteil beträgt 19,5 %.

## Politik
Gemeindepräsident ist Markus Eigenmann (FDP, Stand 2025).
Bei den Schweizer Parlamentswahlen 2023 betrugen die Wähleranteile in Arlesheim: SP 25,9 % (2019 20,7 %), FDP 18,0 % (23,9 %), SVP 17,8 % (14,0 %), Grüne 15,4 % (23,8 %), Mitte 10,7 % (9,5 %), glp 8,0 % (5,7 %), EVP 1,7 % (2,3 %), EDU 0,4 % (–).

## Sehenswürdigkeiten

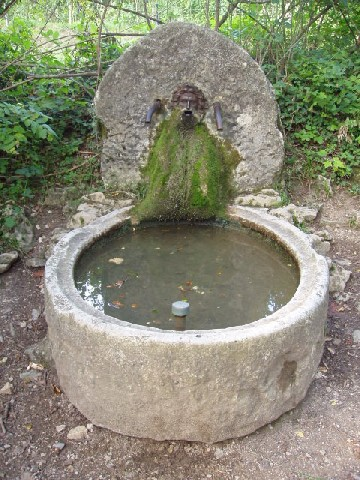
Der Dreiröhrenbrunnen in der Eremitage

- Barocke Domkirche, 1681 fertiggestellt, mit einer Orgel von Johann Andreas Silbermann aus dem Jahre 1761.[7] Von 1812 bis 1823 war der Musiker Martin Vogt Organist in der Domkirche.
- Reformierte Kirche, in den Jahren 1679 bis 1681 als strenger und einfacher Barockbau errichtet.[8][9][10]
- Schloss Birseck, beim Basler Erdbeben von 1356 zerstört, danach wiederaufgebaut. 1793 wurde es geplündert und von Revolutionären in Brand gesetzt. 1812 wurde es teilweise wiederaufgebaut.
- Burg Reichenstein, beim Basler Erdbeben von 1356 zerstört, 1933 wiederaufgebaut.
- Eremitage in Arlesheim, im Jahre 1785 angelegter englischer Landschaftspark mit Grotten, Weihern und einer Einsiedelei.[11]
- Domplatz, mit dem Domplatzbrunnen von 1680 und den Domherrenhäusern. Heute befinden sich hier Bezirksgericht, Bezirksschreiberei und Bezirksstatthalteramt.

## Wirtschaft
Arlesheim ist international bekannt durch die 1921 gegründete und damit weltweit erste anthroposophische Klinik, die heute nach ihrer Gründerin Ita Wegman benannt ist. Ebenfalls ist die Firma Weleda im Ort ansässig. Sie produziert anthroposophische Arzneimittel und ist weltweit bekannt.

### Verkehr
Arlesheim ist sehr gut erschlossen mit dem öffentlichen Nahverkehr. So besitzt die Gemeinde zusammen mit der Gemeinde Dornach einen Bahnhof an der Jurabahn und wird halbstündlich durch die S-Bahn-Linie 3 bedient, welche zwischen Basel und Laufen verkehrt. Die  BLT-Tramlinie 10, welche über Münchenstein führt, verbindet Arlesheim mit der Stadt Basel.
Eine Buslinie stellt zudem eine Verbindung mit dem Bahnhof Dornach-Arlesheim und Reinach sicher.
Mittels der Ausfahrt Arlesheim-Industrie an der H18 ist das Dorf auch an das schweizerische Schnellstrassennetz (A2) angeschlossen.

## Persönlichkeiten
- Wilhelm Jakob Rinck von Baldenstein (1624–1705), römisch-katholischer Geistlicher, Jurist, Theologe, Fürstbischof von Basel
- Franz Xaver von Neveu (1749–1828), römisch-katholischer Geistlicher, Fürstbischof von Basel
- Joseph Hartmann Stuntz (1792–1859), Komponist, Chorleiter und Kapellmeister
- Eugen Madeux (1810–1886), Politiker
- Johann Baptist Häner (1818–1885), Politiker
- Emil Frey (1838–1922), Journalist, Offizier, Botschafter und Politiker
- Ludwig Rudolf Alioth (1848–1916), Ingenieur und Unternehmer
- Franz Leuthardt (1861–1934), Paläontologe und Geologe
- Hans Abt (1869–1939), Jurist, Politiker und Heimatforscher
- Annemarie Düringer (1925–2014), Schauspielerin
- Charles Röthlisberger (1939–2010), Versicherungsmanager und Sportfunktionär
- Urs Erbacher (* 1961), Dragster-Rennfahrer
- Eleonora Rohland (* 1980), Historikerin und Hochschullehrerin
- Ines Brodbeck (* 1981), Musikerin
- Daniel Urech (* 1983), Kantonsrat (SO/Grüne), in Arlesheim geboren
- Marquis Richards (* 1991), Sportler (Stabhochsprung)
- Barbara Berlusconi (* 1984), Geschäftsführerin und Tochter von Silvio Berlusconi

## Bilder

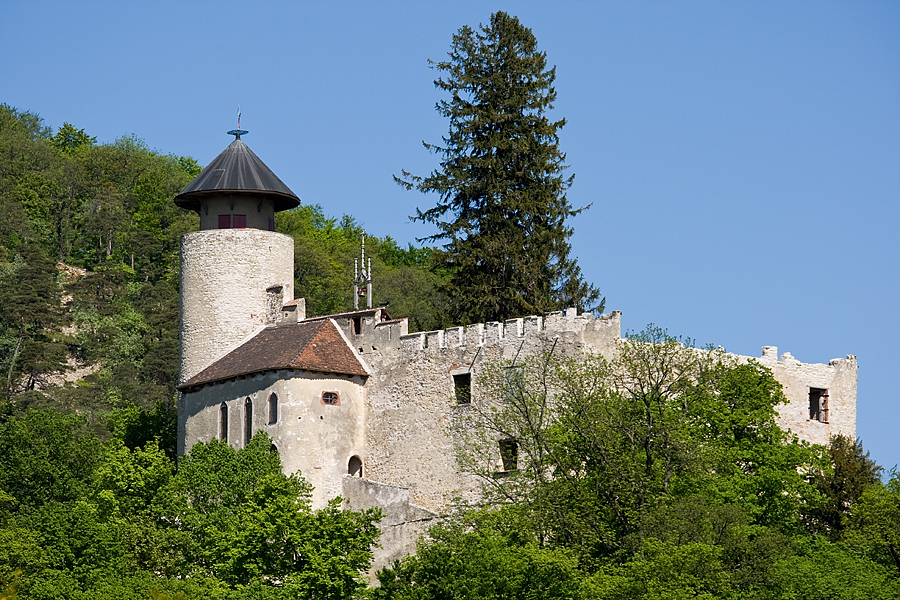
Schloss Birseck
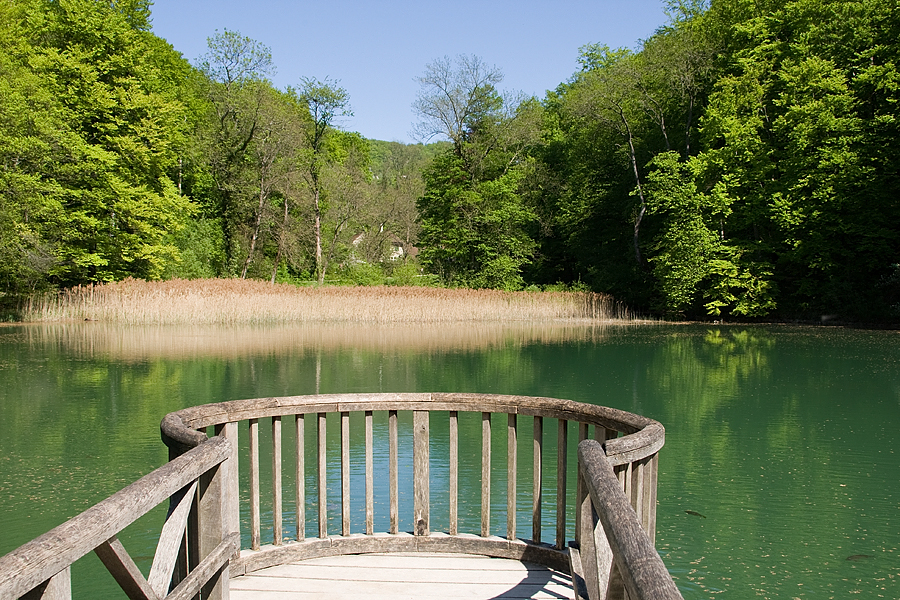
Weiher in der Ermitage
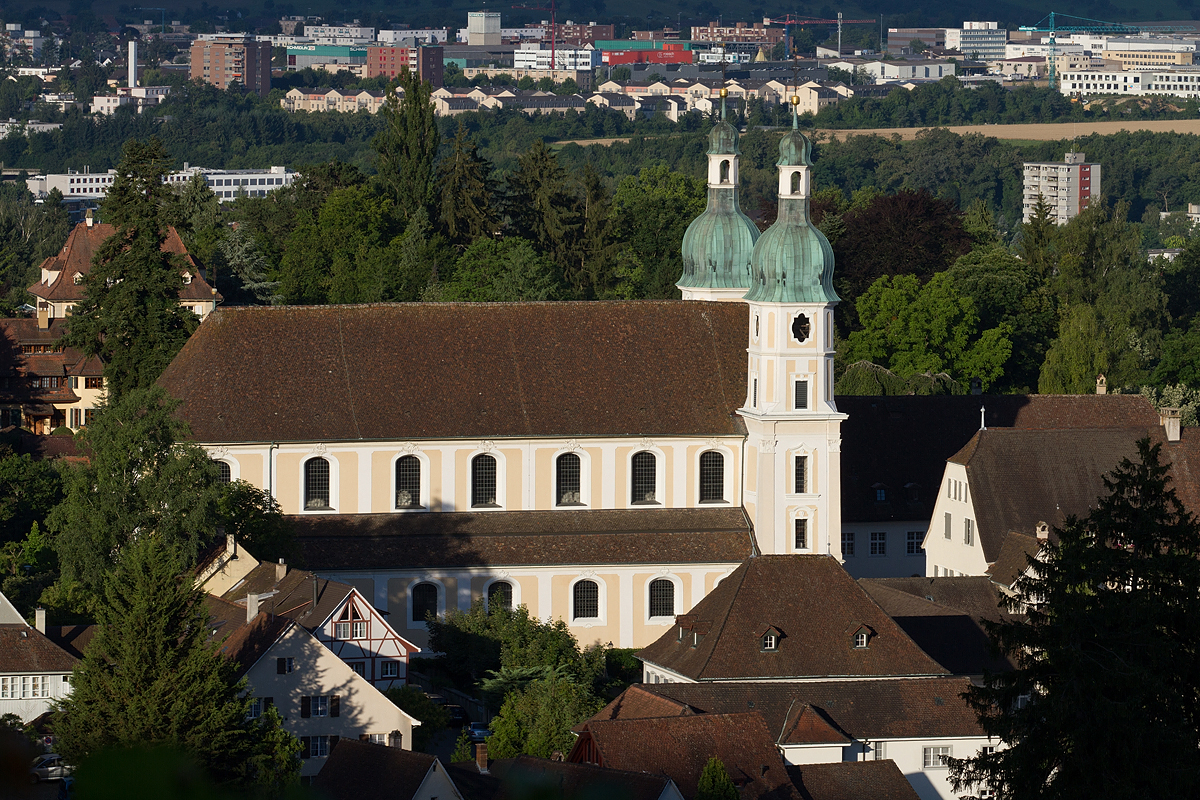
Dom
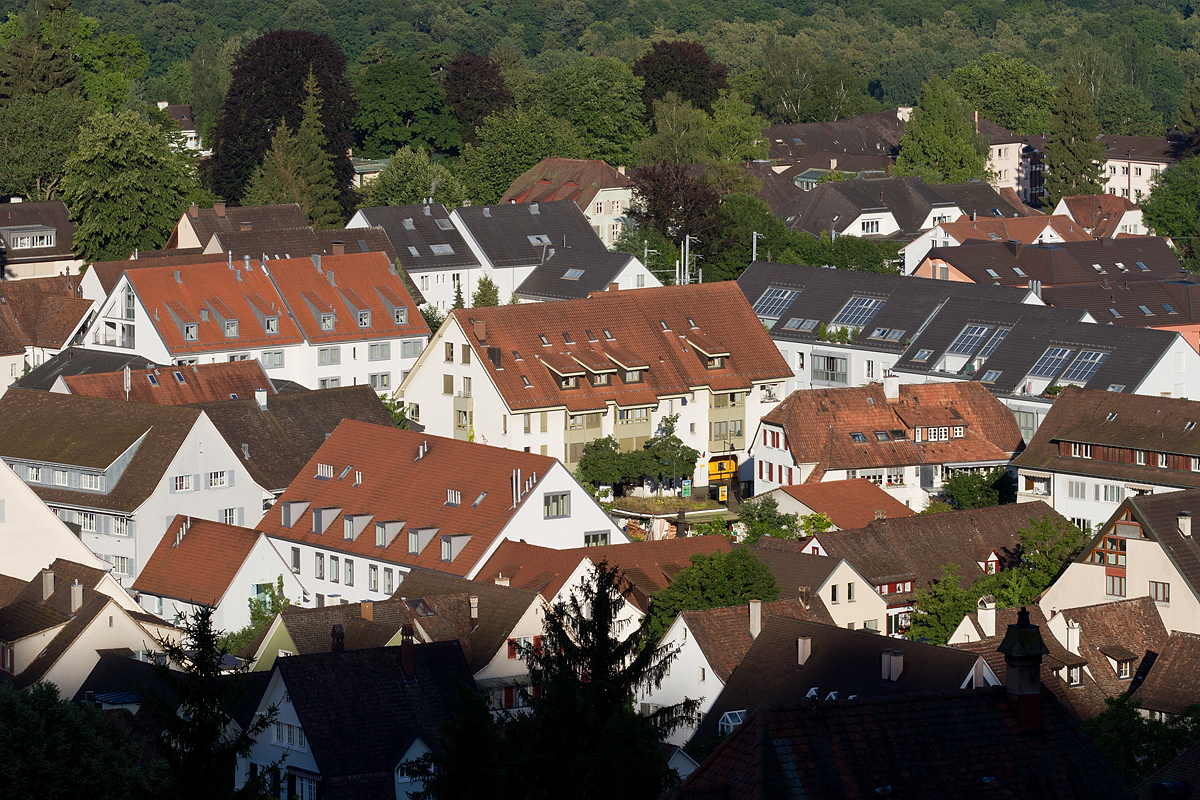
Postplatz, Zentrum
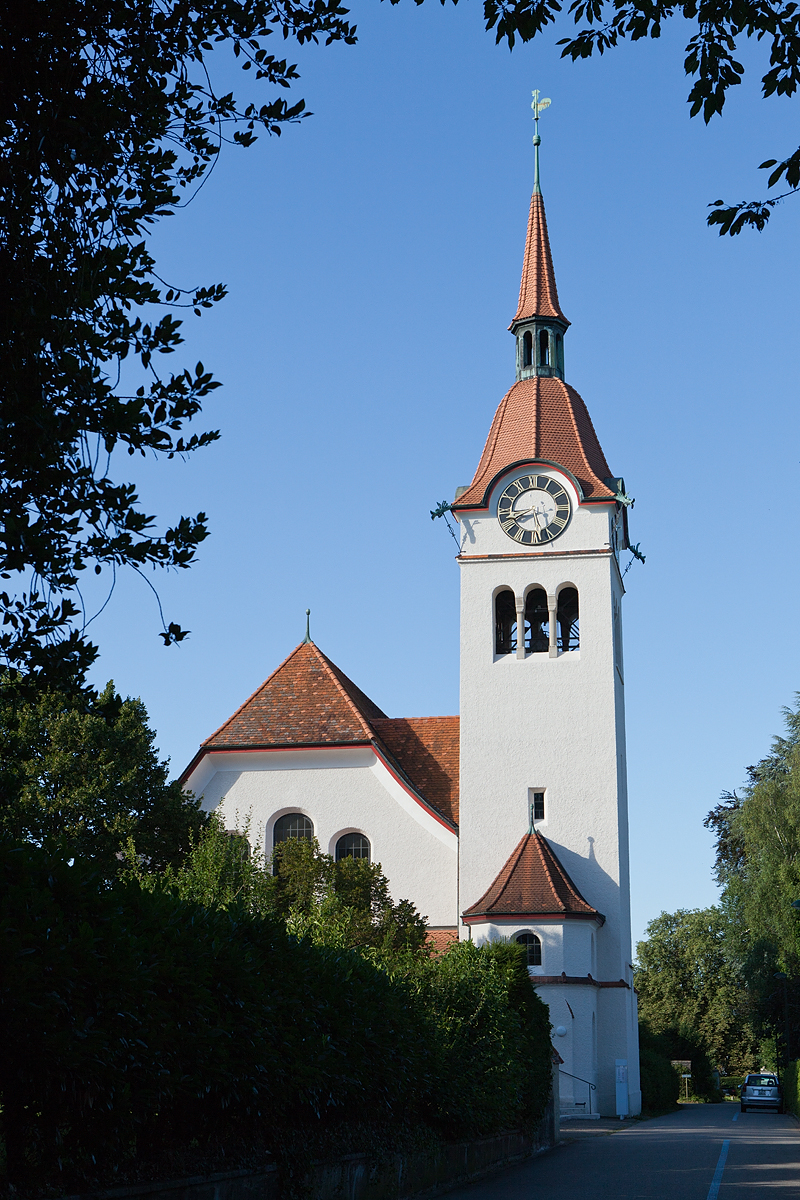
Reformierte Kirche
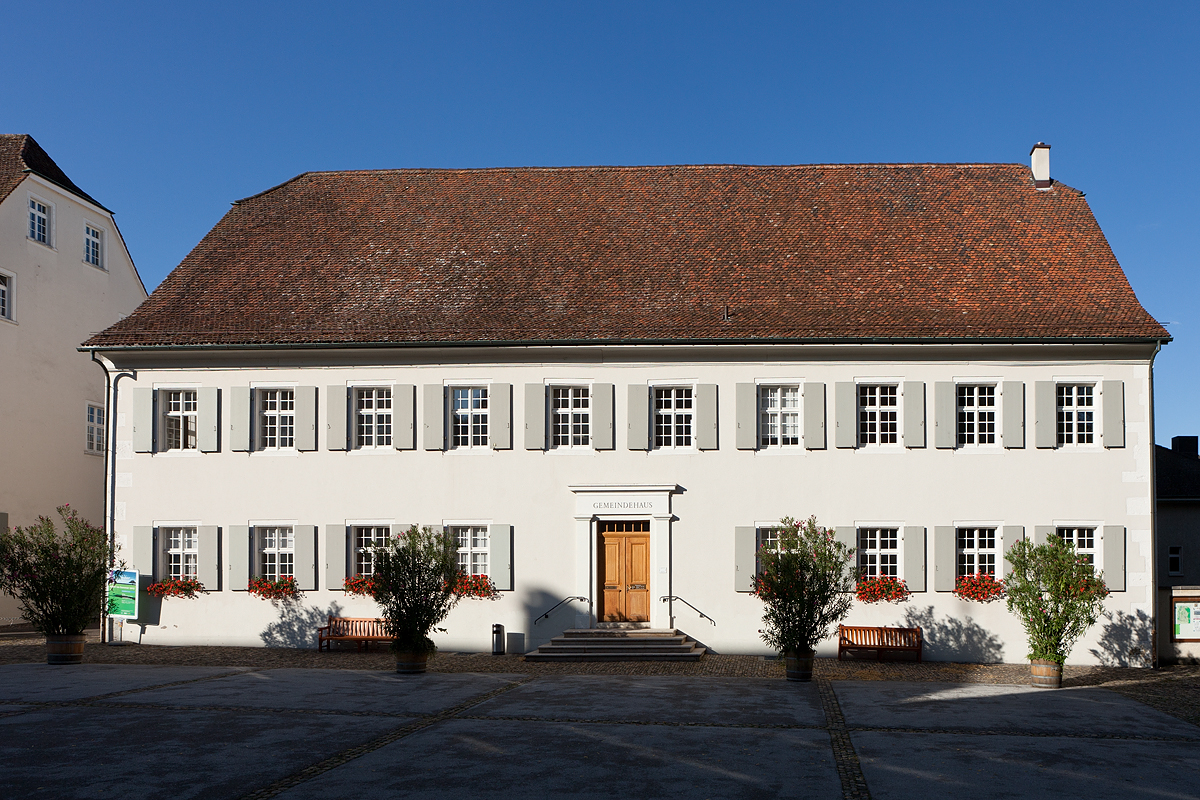
Gemeindehaus (Domherrenhaus)
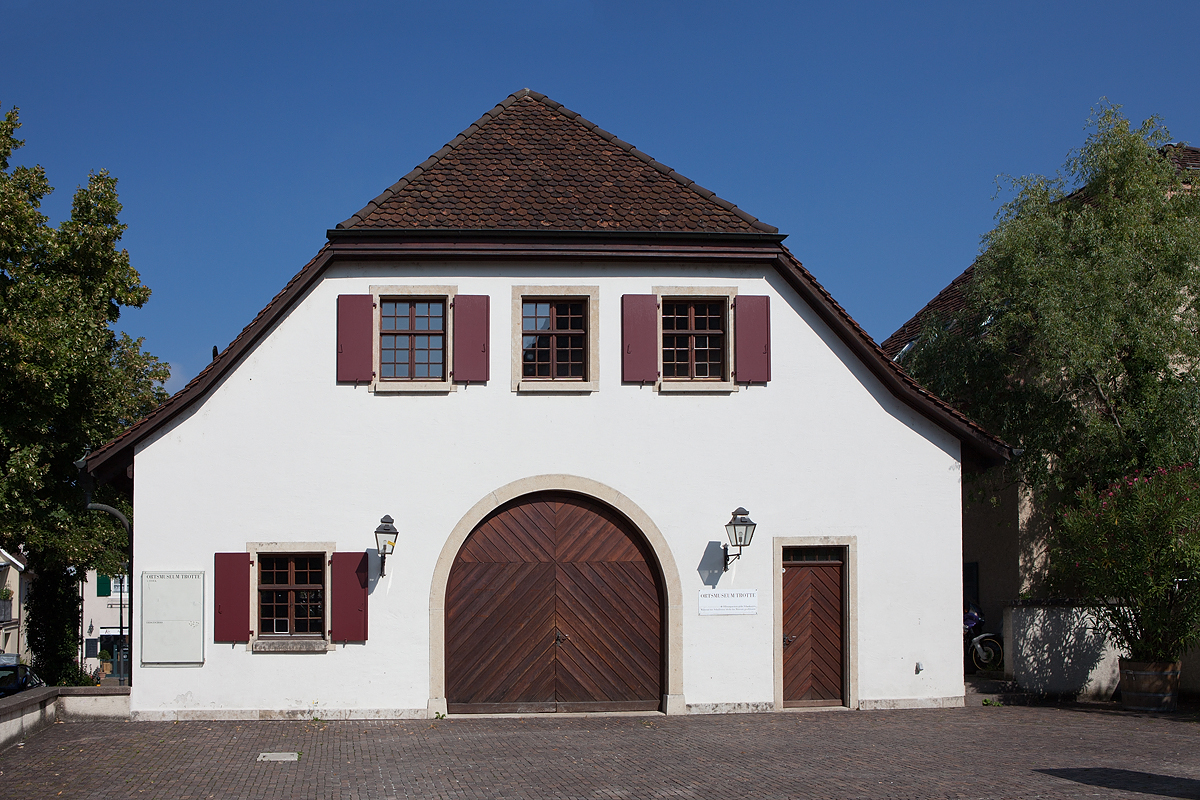
Trotte
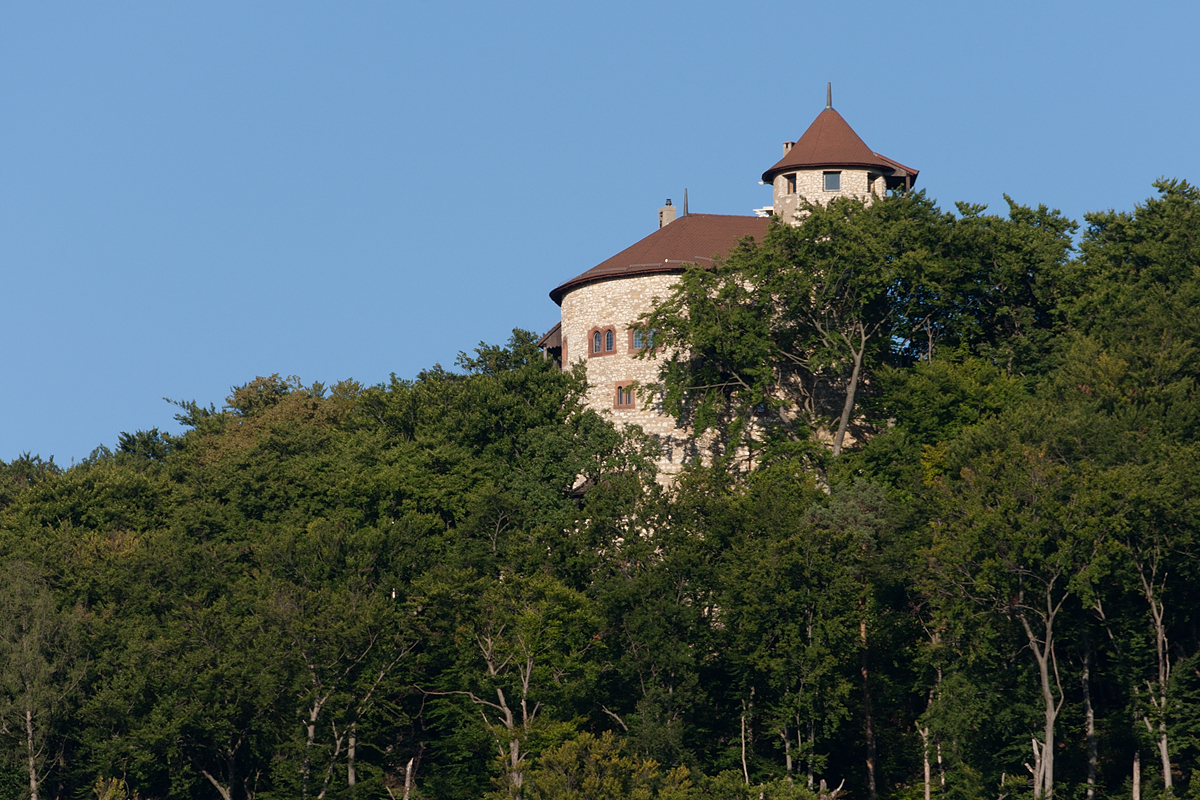
Burg Rychenstein
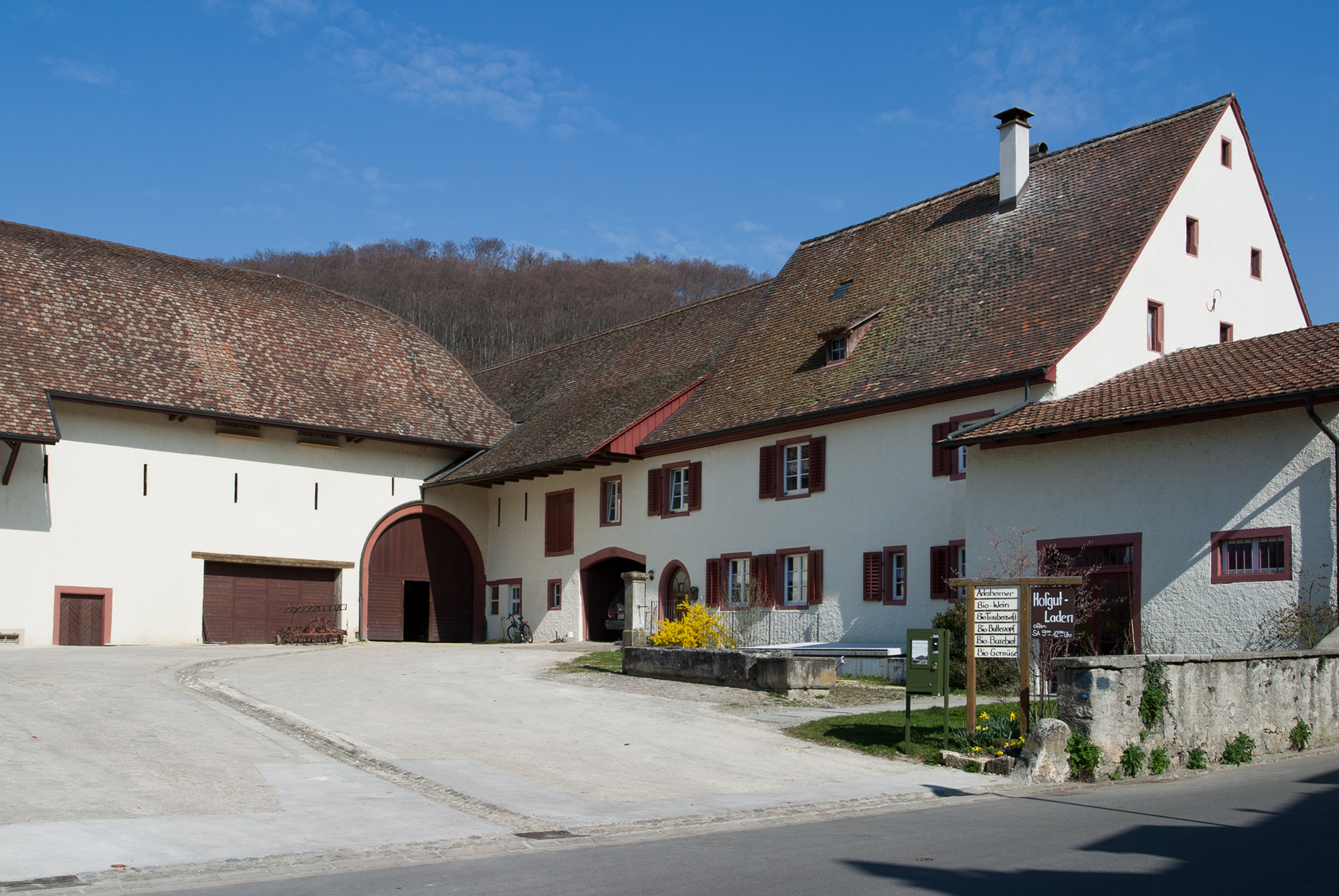
Andlauergut